# 野崎欣宏
野崎 欣宏（のざき よしひろ、1941年4月19日 - 2017年1月10日）は日本のアニメプロデューサー。

## 経歴
1941年4月19日、埼玉県所沢市生まれ。戦後の幼少期から文芸作品など様々な芸術分野に関心を抱き、哲学を始めとする学問分野についても独学で学ぶ。漫画家手塚治虫の作品と出逢い、漫画文化や映像文化、そしてアニメーション文化に強い関心を覚える。その後、虫プロダクション入社試験を受け、1963年1月に入社。制作進行としての入社だったが、資料室へ配属される。資料室ではバンクシステムの管理を行った他、制作に必要な資料集めも行った。
虫プロダクションの倒産後は、西崎義展のオフィスアカデミーへ移籍し、1974年の『宇宙戦艦ヤマト』企画にも参加。同作に漫画家の松本零士を監督候補者として推薦した。
オフィスアカデミーも倒産し、サンライズのロボットアニメに関わり、1978年には少年画報社の「手塚治虫アニメ選集」をプロデュース。
1981年に書籍『機動戦士ガンダム記録全集』を請け負うために編集者の小牧雅伸、千葉暁らとクリエイター集団、編集プロダクションとして伸童舎を設立。ロボットアニメを中心に玩具や書籍を展開し、1987年には編集を請け負っていた『ジ・アニメ』誌上で企画したオリジナルビデオアニメ『デルパワーX』をプロデュースした。伸童舎を通じて多数のクリエイターを創出している。
2017年1月10日、悪性リンパ腫のため死去。

## 参加作品

### テレビアニメ

#### 虫プロダクション
- 鉄腕アトム：資料制作
- ジャングル大帝：資料制作[9]
- 新ジャングル大帝：資料制作
- 新ムーミン：アシスタントプロデューサー
- 世界名作童話アンデルセン物語：アシスタントプロデューサー
- わんぱく探偵団：資料制作
- 海底都市のできるまで：進行担当

#### オフィス・アカデミー
- 宇宙戦艦ヤマト：設定製作[10]

#### サンライズ
- 超電磁ロボ コン・バトラーV：制作担当
- 闘将ダイモス
- 超電磁マシーン ボルテスV：制作担当
- 装甲騎兵ボトムズ
- サイボーグ009
- 未来ロボダルタニアス 設定制作

その他多数のアニメ

#### アカデミー製作・東京動画
- 宇宙大帝ゴッドシグマ：制作担当[11]
- 宇宙戦艦ヤマトIII：プロデューサー[12]
- 宇宙空母ブルーノア：プロデューサー[13]

#### 伸興社
- アニメ絵本「世界の名作絵本」：プロデューサー

### 劇場アニメ

#### 虫プロダクション
- 千夜一夜物語：資料制作[14]
- クレオパトラ：資料制作[15]
- 日本誕生（日本テレビ20世紀アワー）担当：構成[16]

### オリジナルビデオアニメ
- デルパワーX

### その他の仕事

#### 伸童舎
- サンライズの作品記録全集などを出版
- ビデオ製作（コロムビア・レコード、東映など）
- ガンダムのメカニカルデザイン（機動戦士Ζガンダム、機動戦士ガンダムΖΖシリーズ）
- ガンダムプラモデルの解説書製作
- その他DVDの企画デザイン及び編集
- アニメ関連出版物の企画デザイン及び編集
- 東京江古田にて「まんが画廊」をプロデュース
- ワースプロジェクトのプロデュース　（小説、ゲーム（プレイステーション）、トレーディングカード、フィギュアなど）
- 青の騎士ベルゼルガ物語（小説、ゲーム、フィギュアなど）：プロデューサー